# Lista över insjöar i Örnsköldsviks kommun
Detta är en lista över sjöar i Örnsköldsviks kommun baserad på sjöns utloppskoordinat. Listan är av tekniska skäl uppdelad på flera listor. 

## Listor
- Lista över insjöar i Örnsköldsviks kommun (1-1000)
- Lista över insjöar i Örnsköldsviks kommun (1001-)